# A Vida Que Podemos Salvar
O filósofo Peter Singer, considerado pela revista Time uma das cem pessoas mais influentes do mundo , apresentou em 2009 mais um livro polémico que se propõe a mudar mentalidades: A Vida Que Podemos Salvar: Agir agora para pôr fim à pobreza no mundo.

## O Assunto
Neste livro Singer apresenta argumentos, exemplos e estudos para demonstrar que a nossa resposta face à pobreza mundial é insuficiente e por isso é moralmente incorrecta.  
Assim, Singer apela à acção, pois em seu entender, e de acordo com os estudos que apresenta, pela primeira vez na História, está ao nosso alcance acabar com a pobreza e com o sofrimento que esta traz consigo – e se perante essa realidade nada fizermos, estamos a ter uma conduta imoral. Isto porque, como argumenta, ainda hoje existe em todo o mundo mais de mil milhões de pessoas que lutam diariamente para sobreviver com menos do que muitos de nós pagamos por uma garrafa de água – da qual, como diz, nem sequer precisamos porque temos água canalizada. 
Logo no prefácio Singer adianta:

“Escrevo este livro com dois objectivos ligados mas significativamente diferentes. O primeiro é desafiar o leitor a pensar acerca das nossas obrigações perante as pessoas que não conseguem sair da pobreza extrema.[…] O segundo […] é convencê-lo a fazer a escolha de dar mais do seu rendimento para ajudar os pobres.” (Singer 2011, p. 12)
Para ajudar o leitor a fazer essa escolha de forma consciente e eficaz, apresenta (tanto no livro como no site que este originou) a forma de calcular um donativo razoável  e uma lista de organizações credíveis que rentabilizam mais eficazmente os seus donativos.  

## O Argumento
Se salvar uma criança a afogar-se num pequeno lago não implicasse qualquer risco, mas pudesse estragar o nosso melhor par de sapatos, facilmente se acredita que qualquer pessoa estaria disposta a salvar a criança. Mas então porque é que essa mesma pessoa não estará disposta a utilizar a mesma quantia do custo desse par de sapatos para ajudar “quase 10 milhões de crianças com menos de cinco anos de idade que morrem todos os anos por causas relacionadas com a pobreza”?. Face a esta questão Peter Singer apresenta um argumento válido que pretende sobrepor-se às nossas intuições morais, visto que estas, segundo afirma, nem sempre são fiáveis – bastando para isso observar o que as pessoas consideram moralmente aceitável em diferentes épocas e lugares. Eis o argumento em questão:  
Primeira premissa: O sofrimento e a morte por falta de alimento, abrigo e cuidados médicos são maus.

Segunda premissa: Se está em seu poder impedir que algo mau aconteça, sem sacrificar nada de importância semelhante, é errado não o fazer.

Terceira premissa: Ao contribuir para organizações humanitárias pode prevenir o sofrimento e a morte por falta de alimento, abrigo e cuidados médicos, sem sacrificar nada de importância semelhante.

Conclusão: Se não fizer contribuições a organizações humanitárias está a fazer algo de errado.

## O Plano em 7 pontos

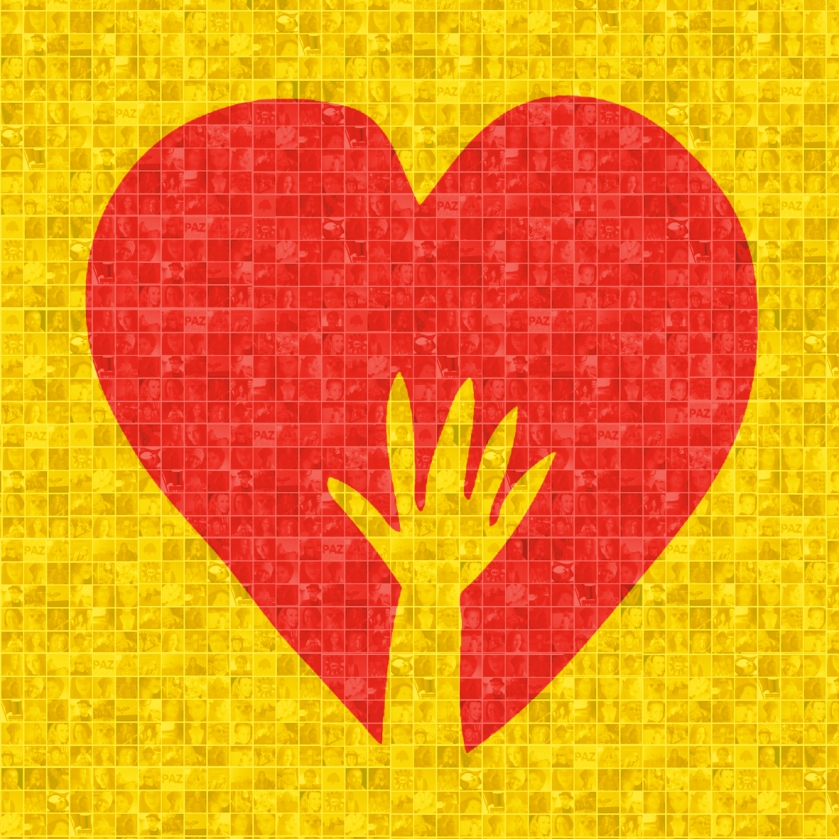
Arranjo gráfico a partir do logotipo do Projecto “A Vida que Podemos Salvar”, patente no Site oficial, na Página e no Grupo do Facebook

Concluindo o livro Peter Singer apresenta um plano em sete pontos que defende como fazendo parte da solução para a pobreza mundial:
1. Vá a www.TheLifeYouCanSave.com e comprometa-se a satisfazer o critério.
2. Explore algumas ligações nessa página, ou faça a sua própria investigação, e decida a que organização ou organizações dará.
3. Veja o seu rendimento pela última declaração de impostos e descubra quanto o critério lhe exige que dê. Decida como quer dar — em parcelas regulares mensais, trimestrais ou anuais, consoante seja mais apropriado para si. Depois, faça-o!
4. Fale a outros no que fez. Espalhe a palavra por qualquer meio que lhe seja acessível: conversa, texto, e-mail, blogue. Use quaisquer ligações online de que disponha. Tente evitar uma postura de presunção moral ou moralismo, porque, provavelmente, não é santo nenhum, como os outros, mas dê-lhes a saber que também podem fazer parte da solução.
5. Se trabalha para uma empresa ou instituição, solicite que considerem dar aos seus funcionários um empurrão na direcção certa, estabelecendo um esquema que doará, a menos que optem não o fazer, 1 por cento dos seus rendimentos pré-tributação a uma instituição de ajuda às pessoas mais pobres do mundo (ver no capítulo 5 exemplos desses esquemas).
6. Contacte os seus representantes políticos nacionais e diga-lhes que quer que a ajuda externa do seu país seja direccionada apenas para as pessoas mais pobres do mundo.
7. Agora pode dizer que teve algum peso no destino de algumas pessoas que vivem em pobreza extrema (mesmo que não as possa ver nem possa conhecer quem ajudou). Além disso, demonstrou que os seres humanos podem ser movidos por argumentos morais. Sinta-se bem por fazer parte da solução.

## Ver Também
- Altruísmo eficaz
- Peter Singer
- Expansão do círculo moral
- The Most Good You Can Do